# Marabá (gemeente)
Marabá is een gemeente in de Braziliaanse deelstaat Pará. De gemeente telt 266.533 inwoners (schatting 2022).

## Aangrenzende gemeenten
De gemeente grenst aan Bom Jesus do Tocantins, Curionópolis, Eldorado do Carajás, Itupiranga, Nova Ipixuna, Novo Repartimento, Parauapebas, Rondon do Pará, São Domingos do Araguaia, São Félix do Xingu, São Geraldo do Araguaia en São João do Araguaia.